# Berenguer d'Entença i de Montcada
Berenguer d'Entença (Móra d'Ebre - 1307) va ser un noble català del llinatge dels Entença. Fou comandant en cap de la Companyia Catalana d'Orient després que Jordi, comandant en cap dels mercenaris alans, assassinés Roger de Flor, l'anterior comandant en cap de la companyia. El 1305 havia estat nomenat megaduc de l'Imperi Romà d'Orient.

Escut d'armes del
llinatge dels Entença

## Família
Va ser un dels dotze fills de Berenguer d'Entença i Santmartí-Castellvell, cinquè baró d'Entença, i la seva muller Guillerma de Luesia. La seva germana Saurina es va casar amb Roger de Llúria.
Els Entença provenien del Comtat de Ribagorça, fet pel qual han estat considerats per uns com a catalans i per d'altres com a aragonesos.
Es desconeix si Berenguer d'Entença i de Montcada contragué matrimoni o si tingué fills.

## Biografia
Lluità al costat de Frederic II de Sicília en la guerra entre sicilians i anjovins lluitant a Calàbria i a Sicília. L'any 1297 fou nomenat governador d'Otranto. Fou fet presoner d'en Carles, el qual l'alliberà el maig de 1299 posant en condició que Entença no ofendria els seus vassalls ni les seves terres durant 10 anys i el pagament de 2.000 marcs de plata (pagament que havien de realitzar Guillem d'Entença, germà, Armengol d'Urgell, Ramon de Cervera i Pere Ximenis de Samper, a raó de 500 marcs cada un). Auest pagament no es dugué a terme, com ho demostren les reclamacions fetes per en Carles al rei Jaume.
Amb els seus almogàvers, Berenguer d'Entença va mantenir una llarga disputa des de l'any 1279 amb l'Orde del Temple del Castell de Miravet per una qüestió d'impostos que va suposar una guerra que va durar fins a la seva mort i que va castigar durament la Ribera d'Ebre.
S'incorporà a l'Companyia Catalana d'Orient, a la darrera meitat de l'any 1304, quan aquesta ja havia arribat a Constantinoble, i que havia foragitat els turcs de la península d'Anatòlia. Entença va arribar amb Bernat de Rocafort, però la seva arribada va ser molt ben rebuda per tota la host almogàver, ja que era considerat a l'altura d'en Roger de Flor.
La incorporació d'Entença a la Companyia fou promoguda per Jaume II, el qual, igual que Frederic II de Sicília, es proposava encarrilar en profit propi l'expedició de Roger de Flor. Entença actuà com enviat d'en Jaume II.
Quan Entença va arribar, Roger de Flor li va passar el títol de megaduc, llavors ell va reclamar el de cèsar de l'Imperi Romà d'Orient. Entença va portar amb ell nou galeres a la flota almogàver. Amb aquestes galeres van arribar uns tres-cents cavallers catalans, i un miler d'almogàvers. El 1304, Entença i els seus almogàvers passaren uns dies al monestir dels Sants Cosme i Damià.
Berenguer d'Entença és qui va passar a dirigir els almogàvers després de la mort d'en Roger de Flor, i va declarar la guerra a l'imperi d'Andrònic com a represàlia, els almogàvers, i van atacar l'imperi arrasant tot el que van trobar en el seu camí fins a Constantinoble (Venjança Catalana). Va voler tornar a Catalunya per a aconseguir més tropes, però el van capturar. Tot i això, va ser alliberat gràcies a les gestions que va fer Jaume el Just, i va tornar el 1306 a Gal·lípoli, amb més homes per a l'expedició. Però la majoria d'almogàvers ja no li donaven suport, sinó a Bernat de Rocafort, aquest li tenia molta enveja, i Entença va morir de manera suposadament accidental, a mans de Gilbert de Rocafort, germà de Bernat i el seu oncle, Dalmau de Sant Martí.